# スニヤエフ・ゼルドビッチ効果
スニヤエフ・ゼルドビッチ効果（スニヤエフ・ゼルドビッチこうか、英: Sunyaev-Zel'dovich effect、SZ効果 あるいは SZE）またはスニャーエフ・ゼルドビッチ効果は、宇宙マイクロ波背景放射 (Cosmic Microwave Background radiation ; CMB) の光子が銀河団を通過するときに、高エネルギーの電子(典型的には電子温度で数keV) によって散乱され、CMBのスペクトルがやや高エネルギー側にずれる現象。観測されたCMBスペクトルのずれは、宇宙の密度摂動を検出するのに利用されている。この効果を用いることにより、いくつかの密度の高い銀河団が観測されている。

## 概要
冒頭で、「CMBの光子が銀河団を通過するときに、高エネルギーの電子により散乱され」と述べたが、我々(以下「観測者」)が観測しているのは、観測者から見て観測対象の銀河団(以下「銀河団」)の背後から来たCMB光子が散乱された光子という訳ではないことに注意する必要がある。
光子のエネルギーが散乱により、(観測者から見て)最も増加するのは、(銀河団から見て)観測者の方向から入射した光子が、銀河団内で観測者の方向に運動する電子と正面衝突し、光子が観測者の方向に弾き飛ばされた場合である。逆に銀河団の背後から入射した光子が銀河団内で散乱された場合、観測者の方向に光子が弾き飛ばされる可能性はごく低く、その場合でも光子のエネルギーの増加はごく少ない。
スニヤエフ・ゼルドビッチ効果は、さらに次のように分類できる。
- 熱的効果 ： CMB光子が高温に起因する高エネルギーの電子と相互作用を行なう。
- キネマティック効果 ： これは2次のオーダーの効果であり、CMB光子が、観測者に対して全体として運動している電子集団(非熱的な運動エネルギーにより高いエネルギーを持つ。例えば銀河団中の電子)と相互作用を行なう。観測者に対する電子集団の平均的な視線方向の速度がパラメーターとなる。大きさは、通常は熱的効果より1桁小さい[2]。(エレミア・オストライカー(Jeremiah P. Ostriker) とイーサン・ヴィスニアック (Ethan Vishniac) にちなんで、Ostriker-Vishniac 効果とも呼ばれる[5]。)
- 偏光現象

ラシード・スニャーエフ(Rashid Sunyaev) と ヤーコフ・ゼルドビッチ(Yakov Zel'dovich) がこの効果の存在を予測し、1969年、1972年、1980年に調査を実施した。この効果は、主要な宇宙物理学的、宇宙論的関心事となっており、ハッブル定数を決定する上でも大きな助けとなることが期待されている。銀河団に起因するこの効果を、通常の密度摂動に起因するものから区別するために、電磁スペクトル依存性と、CMB変動の空間的依存性の双方が用いられる。CMBデータの、より高い角度分解能（高次の項を含む）での解析においては、この効果を考慮に入れる必要がある。この効果自体の研究としては、ボルツマン方程式を用い、CMB光子と電子の2回散乱(2回逆コンプトン散乱)を考慮した熱的効果が計算されている。
現在の研究は、この効果が銀河団間のプラズマによって、どのようにして生ずるかというモデリングと、ハッブル定数の評価へのこの効果の利用、背景放射のゆらぎの角度平均統計における異なる成分の分離、といったところに焦点を当てている。この理論における、熱的効果とキネティック効果のデータを得るため、流体力学的な構造形成シミュレーションが研究されている。
この効果の振幅の小ささと、観測エラーとの混同、CMB温度ゆらぎなどの要因のため、観測は容易ではない。しかし、この効果は散乱効果であるので、その強度は赤方偏移に依存しない。これは非常に重要な点であり、この方法によって、高い赤方偏移を受けた銀河団を、低い赤方偏移の場合と同様に、容易に検知できるということを意味する。高い赤方偏移を受けた銀河団の検出を容易にしている、別の要因は角直径・赤方偏移関係である： 統計的に角直径を赤方偏移の関数と見なした場合、赤方偏移 z = 0.3 〜 2 では、角直径の変化は小さい。つまり、この範囲の赤方偏移を持つ銀河団は、視野内で同じようなサイズを持つということである。この効果によって発見された銀河団を、宇宙論パラメーターの決定に用いる方法は
Barbosa らによって示されている (1996)。これは、今後予定されているサーベイ (SPT, ACT, プランク)で得られるであろうダークエネルギーの力学を理解するうえで参考になるであろう。

## 観測についての時系列
- 1983年:Cambridge Radio Astronomy Group と Owens Valley Radio Observatory の研究者が、銀河団の中から最初にSZ効果を検出。
- 1993年:マラード電波天文台のライル望遠鏡が、銀河団のSZ効果の恒常観測を開始。
- 2003年:WMAP衛星が全天のCMBマップを作成。SZ効果の限定的な検知能力をもつ。
- 2005年:アークミニット・マイクロケルビン・イメージャー (Arcminute Microkelvin Imager ； AMI ； 電波干渉計； マラード電波天文台) とスニヤエフ・ゼルドビッチ・アレイ (Sunyaev-Zel'dovich Array ； SZA ； 電波干渉計) が、SZ効果を使って、高い赤方偏移を受けた銀河団の観測を開始。
- 2007年:南極点望遠鏡 (South Pole Telescope ： SPT ； 電波望遠鏡) が2007年2月16日にファーストライト。同年3月から科学観測開始。
- 2007年:アタカマ宇宙論望遠鏡 (Atacama Cosmology Telescope ： ACT ； 電波望遠鏡) が6月8日にファーストライト。銀河団のSZ効果のサーベイを開始。
- 2008年:南極点望遠鏡がSZ効果による最初の銀河団を発見。
- 2009年:欧州宇宙機関の人工衛星プランクが5月14日に打ち上げられ、7月に太陽 - 地球のL2ラグランジュ点に到達。8月13日からマイクロ波による全天サーベイを開始[7]。
- 2010年:プランク、2月14日から2回目の全天サーベイを開始[7]。
- 2012年:ACTがキネティックSZ効果の最初の検出(統計的手法)[8]。
- 2012年:カルテクサブミリ波天文台 (Caltech Submillimeter Observatory： CSO) の巨大銀河団 MACS J0717.5+3745 の観測において、キネマティック SZ 効果の最初の検出[9][10]。
- 2016年:アタカマ大型ミリ波サブミリ波干渉計 (ALMA) のモリタアレイ (アタカマ・コンパクト・アレイ、ACA) が、48億光年先の銀河団 RX J1347.5-1145 の観測から、史上最高解像度でSZ効果を検出した[11][12]。